# Khanapur, Shirhatti
Khanapur là một làng thuộc tehsil Shirhatti, huyện Gadag, bang Karnataka, Ấn Độ.